# Zalew Tulipan w Opocznie
Zalew Tulipan w Opocznie (także: Zalew na Drzewiczce) – zalew zlokalizowany na rzece Drzewiczce w Opocznie pomiędzy ulicami Wałową, Generała Kazimierza Bończy-Załęckiego, Stefana Starzyńskiego i torowiskiem linii kolejowej Tomaszów Mazowiecki – Skarżysko-Kamienna. 
Obiekt powstał w latach 70. XX wieku pełniąc funkcję rekreacyjną oraz rolę zbiornika retencyjnego (ujęcie wody) dla budowanego wówczas Zakładu Przemysłu Wełnianego w Opocznie (późniejszy Optex). Funkcja rekreacyjna rozwinęła się zwłaszcza od 1977, kiedy to Wojewódzki Ośrodek Sportu i Rekreacji z Piotrkowa Trybunalskiego powołał do życia swój oddział w Opocznie. Zbudowano wtedy hangar z wypożyczalnią sprzętu wodnego i baseny z brodzikiem. W latach 80. XX wieku akwen popadł w stopniową degradację. Dewastacji uległy baseny i brodzik. Część terenów należących do dawnego opoczyńskiego oddziału Ośrodka Sportu i Rekreacji została sprzedana. Od 2005 rozpoczęto działania rewitalizacyjne. W 2006 powstał projekt. Prace renowacyjne ukończono po 2014. 